# Varumärkesidentitet
Varumärkesidentitet är ett av de element som styr hur människor uppfattar ett varumärke, det vill säga att den skapar en image. Identiteten är själva själen i ett varumärke och är svår att förändra när man en gång bestämt sig, åtminstone inte utan stora förluster i tid och pengar. Syftet är att skapa relationer och lojalitet i målgruppen. En varumärkesidentitet är komplex, den verkar på flera olika nivåer. Den består åtminstone av en kärnidentitet och en utvidgad identitet. I centrum av identiteten ligger kärnvärdena, det vill säga den absoluta själen eller essensen av varumärket. Där ligger de associationer och värden som förblir desamma när varumärket utvecklas över tiden. Kärnvärdena är i stort sett konstanta och måste kunna motstå tillfälliga förändringar som kan beröra de övriga delarna av identiteten.
För att åskådliggöra ett varumärkes position inom en viss produktkategori kan man använda en teknik som kallas produktstege. Kunderna placerar ofta in olika varumärken på olika ”pinnar i den mentala rangordningsstegen” för en viss produktkategori. De två ledande varumärkena för produktkategorin tandkräm är Colgate och Pepsodent, medan den tredje positionen varierar med person.